# Нарвік
Нарвік (норв. Narvik) — місто і комуна в Норвегії, у фюльке Нурланн. Нарвік розташований на північ від Полярного кола в регіоні Офотен, на березі Уфут-фіорду і межує з комунами Гратанген, Лаванген і Барду на півночі, Евенес на північному заході і Балланген на заході, а також зі Швецією на південно-сході. Нарвік був заснований як портове місто і, як і раніше, зберігає свій статус важливого транспортного вузла. Офіційно місто було засноване в 1902 році, виділившись із комуни Анкенес, який в 1974 році сам увійшов до складу Нарвіка.

## Загальна інформація

### Назва
Місто назване на честь старої ферми Narvik («Narduigh» — 1567), тому що місто було побудоване на її території. Значення першого елемента назви невідомо, закінчення назви — слово vik, означає вузька морська затока.
Спочатку місто називалося Victoriahavn на честь Королеви Великої Британії Вікторії.

### Герб
У комуни сучасний герб. Він був прийнятий 1 червня 1951 року. На гербі зображено якір золотого кольору на червоному тлі. Якір символізує те, що Нарвік є важливим портом (найбільша гавань в Північній Норвегії).

## Клімат
Місто — у зоні, котра характеризується субполярним океанічним кліматом. Найтепліший місяць — липень із середньою температурою 13.4 °C (56.1 °F). Найхолодніший місяць — січень, із середньою температурою -4.1 °С (24.6 °F).
| Клімат Нарвіка          | Клімат Нарвіка | Клімат Нарвіка | Клімат Нарвіка | Клімат Нарвіка | Клімат Нарвіка | Клімат Нарвіка | Клімат Нарвіка | Клімат Нарвіка | Клімат Нарвіка | Клімат Нарвіка | Клімат Нарвіка | Клімат Нарвіка | Клімат Нарвіка |
| Показник                | Січ.           | Лют.           | Бер.           | Квіт.          | Трав.          | Черв.          | Лип.           | Серп.          | Вер.           | Жовт.          | Лист.          | Груд.          | Рік            |
| Абсолютний максимум, °C | 10             | 7              | 11             | 15             | 22             | 27             | 28             | 31             | 21             | 17             | 11             | 9              | 31             |
| Середній максимум, °C   | −1             | −1             | 0              | 3              | 8              | 13             | 16             | 15             | 10             | 5              | 1              | −1             | 6              |
| Середня температура, °C | −4,1           | −3,9           | −2             | 1,8            | 6,9            | 10,9           | 13,4           | 12,5           | 8,4            | 4,2            | −0,2           | −2,7           | 3,8            |
| Середній мінімум, °C    | −4             | −4             | −2             | 0              | 5              | 10             | 12             | 10             | 6              | 2              | −1             | −3             | 2              |
| Абсолютний мінімум, °C  | −18            | −18            | −12            | −7             | 0              | 3              | 5              | 2              | −2             | −7             | −12            | −17            | −18            |
| Норма опадів, мм        | 69             | 64             | 49             | 44             | 40             | 53             | 74             | 82             | 92             | 110            | 75             | 78             | 830            |
| Днів з опадами          | 22             | 22             | 19             | 20             | 22             | 18             | 19             | 20             | 24             | 24             | 23             | 26             | 259            |
| Днів з дощем            | 10             | 10             | 9              | 11             | 20             | 18             | 19             | 20             | 23             | 20             | 14             | 12             | 186            |
| Днів зі снігом          | 17             | 17             | 14             | 13             | 4              | 0              | 0              | 0              | 1              | 7              | 14             | 20             | 107            |
| ----------------------- | -------------- | -------------- | -------------- | -------------- | -------------- | -------------- | -------------- | -------------- | -------------- | -------------- | -------------- | -------------- | -------------- |
| Джерело: Weatherbase    |                |                |                |                |                |                |                |                |                |                |                |                |                |

## Історія

### Битва за Нарвік

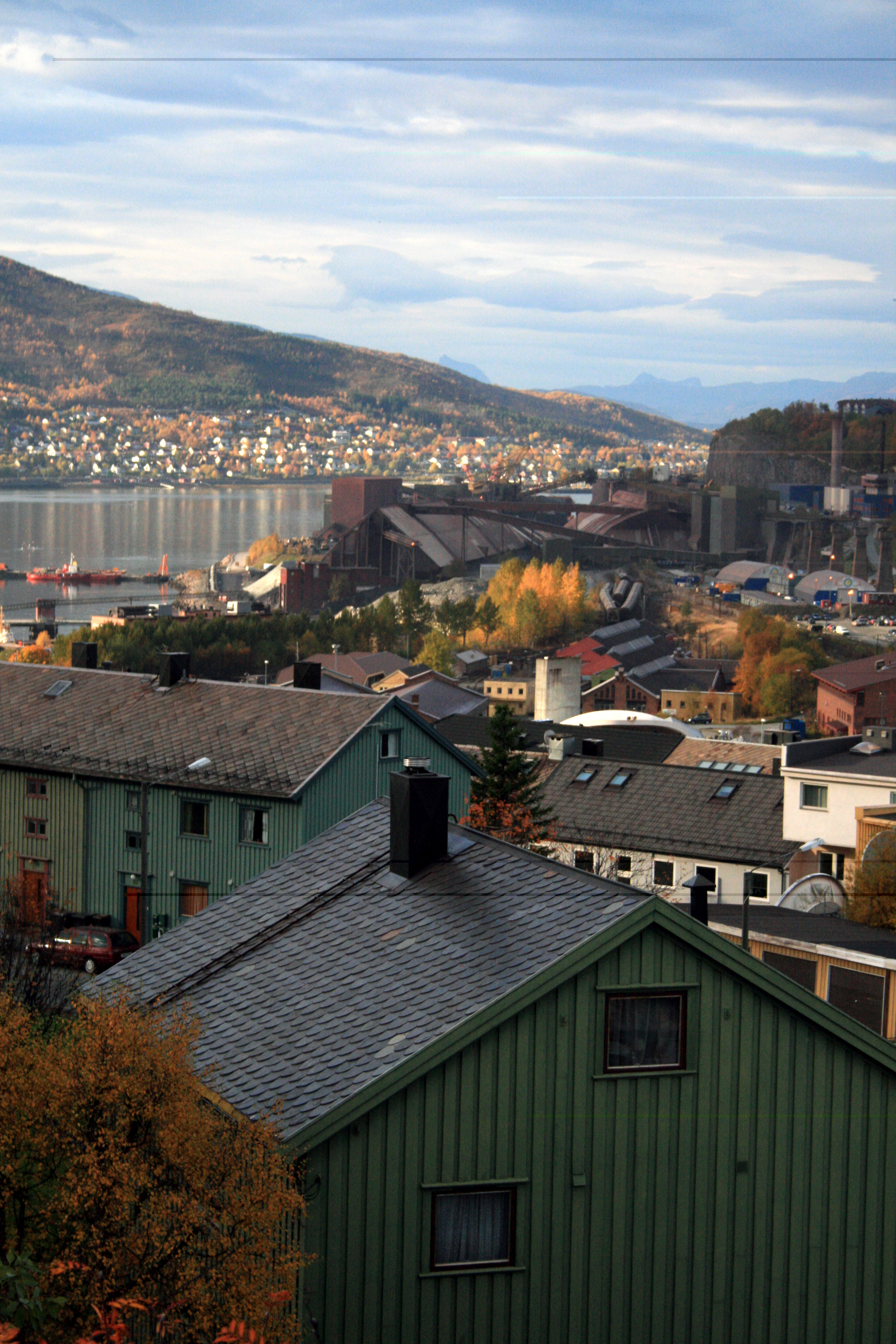
Біля міського центру Нарвіка, за бухтою видніється Анкенес

Залізниця, яка з'єднує Нарвік з шведськими родовищами залізної руди в м. Кіруна, а також з морським портом, через який ця руда вирушала в інші країни, зробили Нарвік важливою стратегічною метою для командування нацистської Німеччини.
Битва поблизу міста Нарвік сталася в час Другої світової війни між німецько-австрійськими силами вторгнення під командуванням Едуарда Дітля і військами союзників у складі британсько-французьких сил під командуванням Антуана Бетуарта, Польських сил і Норвезьких сил під командуванням Карла Густава Флейшера.
Вторгнення здійснювали близько 2000 австрійських гірських стрільців з 139-го гірськострілецького полку, 3-тя гірсько-піхотна дивізія. Це були солдати, які були спеціально підготовлені для бойових дій в умовах гір, і, у тому числі, були хорошими лижниками. Ескадра складалася з 10 нових німецьких есмінців. Сніжного ранку 9 квітня 1940 р. норвезькі панцерники берегової оборони «Ейдсволл» і «Нордж» були торпедовані в гавані Нарвіка. Під час вторгнення в ході битви за Нарвік загинули також есмінці «Егір» і «Тор» та підводний човен A-2. Протистояння тривало 2 місяці. Місто було остаточно відбите 28 травня 1940 спільними силами норвезької армії і французького іноземного легіону. Проте після цієї перемоги місто було майже повністю зруйновано авіабомбардуваннями. Перемога в битві за Нарвік була першою перемогою сил союзників у цій війні.
Під час битви місто стало найбільш обговорюваною темою у світових новинах, що зробило його одним з найвідоміших міст за кордоном і навіть тепер Нарвік розглядається як найвідоміше місто в Норвегії на північ від Тронгейма, хоча воно набагато менше ніж Тромсе або Буді.

## Транспорт

### Порт
Порт Нарвіка цілорічно вільний від льоду і добре захищений від негоди. Порт складається з трьох прибережних секцій: порту LKAB, центрального порту з пристанями та глибоководної гавані у Фагернесі з інтермодальними пристосуваннями. 
Приблизно 16 000 000 тонн вантажів щорічно відвантажується з порту Нарвік. 
До 2015 року порт обробив 1,1 мільярда тонн руди. 
Найбільше експортували залізну руду. 

### Залізниця
Нарвік не має залізничного сполучення з іншими частинами Норвегії, але має сполучення зі Швецією. По залізничній лінії (Уфутенбанен), що сполучає його зі шведським містом Кіруна, щодня транспортуються сотні тонн залізної руди для наступного відвантаження її через морський порт Нарвік. Так само курсують щоденні пасажирські поїзди. Ця залізниця є найзапруженішою у скандинавських країнах.

### Авіатранспорт
Основне повітряне сполучення здійснюється через аеропорт Гарстад/Нарвік, розташований за 86 км від міста. 
Від аеропорту регулярно курсують автобуси до міст Нарвік і Гарстад.